# Вальва
Вальва (итал. Valva) — коммуна в Италии, располагается в регионе Кампания, в провинции Салерно.
Население составляет 1782 человека (2008 г.), плотность населения составляет 68 чел./км². Занимает площадь 26 км². Почтовый индекс — 84020. Телефонный код — 0828.
Покровителем коммуны почитается святой Архангел Михаил, празднование 8 мая и 29 сентября.

## Демография
Динамика населения:

## Администрация коммуны
- Официальный сайт: